# 丙酚替诺福韦
丙酚替诺福韦（Tenofovir alafenamide，缩写TAF，商品名韦立德（Vemlidy））是一种口服抗逆转录病毒药物，临床上应用其延胡索酸盐的形式（富马酸丙酚替诺福韦) 用于治疗乙型肝炎或与其他药物联用治疗艾滋病。
该药为替诺福韦的前药，由吉利德科学研发。与常用的逆转录酶抑制剂替诺福韦二吡呋酯（TDF）相比，丙酚替诺福韦具有更强的抗病毒活性和更好的淋巴组织分布。该药于2016年11月获得FDA批准上市。

## 相关复方药物
- 恩曲他滨/丙酚替诺福韦 [8] — 2016 年 4 月在美国获得批准治疗HIV。2019年10月，该药在美国被批准用于HIV-1暴露前预防(PrEP)。 [9] [10]
- 达芦那韦/考比司他/恩曲他滨/丙酚替诺福韦[11] — 欧盟于2017年9月、美国于2018年7月、澳大利亚于2019年11月相继批准该药上市。[12][13][14]
- 多替拉韦/恩曲他滨/丙酚替诺福韦。[15]